# DDR-Eishockeymeisterschaft 1969/70
Die DDR-Eishockeymeisterschaft 1969/70 war die letzte Meisterschaft, die – obwohl praktisch seit Jahren nur Makulatur – verschiedene Spielklassen mit Auf- und Abstiegsregelung beinhaltete. Die SG Dynamo Weißwasser gewann ihren insgesamt 17. Meistertitel, mit dem TSC Berlin konnte sich erstmals seit 1958 wieder eine „zivile“ Mannschaft den zweiten Platz sichern, der SC Dynamo Berlin belegte den Bronzerang.
In der Gruppenliga konnte sich wie im Vorjahr die BSG Turbine Boxberg als Meister feiern lassen. Als einziger ebenbürtiger Gegner erwies sich, wie in den vergangenen Spielzeiten auch, die ASG Vorwärts Crimmitschau.

## Meistermannschaft
| SG Dynamo Weißwasser | Tor: Klaus Hirche, Wolfgang Fischer, Roland Herzig Verteidiger: Wilfried Sock, Helmut Novy, Hartwig Schur, Ralf Thomas, Bernd Engelmann, Ullrich Noack, Heinz Fabian Stürmer: Rüdiger Noack, Peter Slapke, Reiner Tudyka, Rolf Bielas, Werner Domke, Rainer Mann, Wolfgang Mucha, Peter Domko, Dieter Huschto, Manfred Sekul, Manfred Buder (Kapitän) |

## Oberliga

### Vorrunde
Ergebnisse
- 18/10/1969 Berliner TSC - ASK Vorwärts Crimmitschau 3-2
- 19/10/1969 Berliner TSC - SC Turbine Erfurt 8-3
- 25/10/1969 SC Turbine Erfurt - Berliner TSC 5-5 (0-2,4-3,1-0)
- 09/11/1969 SC Empor Rostock - SC Einheit Dresden 5-2
- 10/11/1969 Berliner TSC - SC Einheit Dresden 5-2
- 12/11/1969 SC Turbine Erfurt - ASK Vorwärts Crimmitschau 3-3
- 15/11/1969 ASK Vorwärts Crimmitschau - SC Empor Rostock 3-4
- 15/11/1969 SC Einheit Dresden - Berliner TSC 2-2
- 16/11/1969 SC Einheit Dresden - SC Turbine Erfurt 2-8
- 22/11/1969 SC Empor Rostock - Berliner TSC 1-6
- 22/11/1969 ASK Vorwärts Crimmitschau - SC Einheit Dresden 8-0
- 23/11/1969 SC Empor Rostock - SC Turbine Erfurt 2-1
- 06/12/1969 ASK Vorwärts Crimmitschau - SC Turbine Erfurt 4-3
- 10/12/1969 SC Turbine Erfurt - SC Einheit Dresden 4-1
- 11/12/1969 Berliner TSC - SC Empor Rostock 4-5
- 13/12/1969 SC Turbine Erfurt - SC Empor Rostock 3-9
- 14/12/1969 SC Einheit Dresden - SC Empor Rostock 3-3
- 14/12/1969 ASK Vorwärts Crimmitschau - Berliner TSC 3-4
- 16/12/1969 SC Einheit Dresden - ASK Vorwärts Crimmitschau 2-4
- 21/12/1969 SC Empor Rostock - ASK Vorwärts Crimmitschau 1-4

Der als weiterer Teilnehmer vorgesehene SC Karl-Marx-Stadt hatte vor Saisonbeginn zurückgezogen.
| Pl. | Verein                    | Sp. | S | U | N | Tore  | Punkte |
| --- | ------------------------- | --- | - | - | - | ----- | ------ |
| 1.  | TSC Berlin                | 8   | 5 | 2 | 1 | 37:23 | 12:04  |
| 2.  | SC Empor Rostock          | 8   | 5 | 1 | 2 | 30:26 | 11:05  |
| 3.  | ASK Vorwärts Crimmitschau | 8   | 4 | 1 | 3 | 31:20 | 09:07  |
| 4.  | SC Turbine Erfurt         | 8   | 2 | 2 | 4 | 30:34 | 06:10  |
| 5.  | SC Einheit Dresden        | 8   | – | 2 | 6 | 14:39 | 02:14  |

|  | Für die Finalrunde qualifiziert |
|  | Abstiegsrunde                   |

### Finalrunde
Ergebnisse
- 05/01/1970 SC Empor Rostock - SC Dynamo Berlin 0-6
- 05/01/1970 SG Dynamo Weißwasser - Berliner TSC 1-1
- 06/01/1970 SG Dynamo Weißwasser - SC Dynamo Berlin 4-2
- 06/01/1970 SC Empor Rostock - Berliner TSC 2-5
- 07/01/1970 SC Empor Rostock - SG Dynamo Weißwasser 2-3
- 07/01/1970 Berliner TSC - SC Dynamo Berlin 3-6
- 19/01/1970 SG Dynamo Weißwasser - SC Empor Rostock 6-2
- 19/01/1970 Berliner TSC - SC Dynamo Berlin 5-3
- 20/01/1970 SC Dynamo Berlin - SG Dynamo Weißwasser 4-2
- 20/01/1970 Berliner TSC - SC Empor Rostock 2-4
- 21/01/1969 SC Dynamo Berlin - SC Empor Rostock 3-1
- 21/01/1969 Berliner TSC - SG Dynamo Weißwasser 1-1
- 30/01/1970 SG Dynamo Weißwasser - SC Empor Rostock 6-1
- 30/01/1970 SC Dynamo Berlin - Berliner TSC 1-6
- 31/01/1970 SC Dynamo Berlin - SC Empor Rostock 4-6
- 31/01/1970 Berliner TSC - SG Dynamo Weißwasser 3-4
- 01/02/1970 Berliner TSC - SC Empor Rostock 9-2
- 01/02/1970 SC Dynamo Berlin - SG Dynamo Weißwasser 3-3
- 03/02/1970 SG Dynamo Weißwasser - SC Empor Rostock 6-1
- 03/02/1970 Berliner TSC - SC Dynamo Berlin 7-4
- 04/02/1970 SC Dynamo Berlin - SC Empor Rostock 10-1
- 04/02/1970 SG Dynamo Weißwasser - Berliner TSC 2-2
- 05/02/1970 Berliner TSC - SC Empor Rostock 7-4
- 05/02/1970 SG Dynamo Weißwasser - SC Dynamo Berlin 9-1

| Pl. | Verein                   | Sp. | S | U | N  | Tore  | Punkte |
| --- | ------------------------ | --- | - | - | -- | ----- | ------ |
| 1.  | SG Dynamo Weißwasser (M) | 12  | 7 | 4 | 1  | 47:22 | 18:06  |
| 2.  | TSC Berlin               | 12  | 6 | 3 | 3  | 51:35 | 15:09  |
| 3.  | SC Dynamo Berlin         | 12  | 5 | 1 | 6  | 47:47 | 11:13  |
| 4.  | SC Empor Rostock         | 12  | 2 | – | 10 | 26:67 | 04:20  |

Die SG Dynamo Weißwasser und der SC Dynamo Berlin waren als die beiden Erstplatzierten aus der Vorsaison für die Finalrunde gesetzt.

### Platzierungs- und Abstiegsrunde
Ergebnisse
- 05/01/1970 SC Einheit Dresden - ASK Vorwärts Crimmitschau 6-6
- 06/01/1970 SC Turbine Erfurt - ASK Vorwärts Crimmitschau 6-3
- 07/01/1970 SC Einheit Dresden - SC Turbine Erfurt 6-1
- 16/01/1970 SC Turbine Erfurt - ASK Vorwärts Crimmitschau 5-2
- 17/01/1970 ASK Vorwärts Crimmitschau - SC Einheit Dresden 1-1
- 18/01/1970 SC Turbine Erfurt - SC Einheit Dresden 2-6
- 01/02/1970 ASK Vorwärts Crimmitschau - SC Einheit Dresden 4-2
- 02/02/1970 ASK Vorwärts Crimmitschau - SC Einheit Dresden 3-2
- 14/02/1970 ASK Vorwärts Crimmitschau - SC Turbine Erfurt 8-2
- 15/02/1970 ASK Vorwärts Crimmitschau - SC Turbine Erfurt 4-3
- SC Einheit Dresden - SC Turbine Erfurt : nicht gespielt (Wetterbedingungen)
- SC Turbine Erfurt - SC Einheit Dresden : nicht gespielt (Wetterbedingungen)

| Pl. | Verein                    | Sp. | S | U | N | Tore  | Punkte |
| --- | ------------------------- | --- | - | - | - | ----- | ------ |
| 5.  | ASK Vorwärts Crimmitschau | 8   | 4 | 2 | 2 | 31:27 | 10:06  |
| 6.  | SC Einheit Dresden        | 6   | 2 | 2 | 2 | 23:17 | 06:06  |
| 7.  | SC Turbine Erfurt         | 6   | 2 | – | 4 | 19:29 | 04:08  |

Nachdem die Abstiegsrunde witterungsbedingt nicht vollständig absolviert werden konnte, wurde obige Tabelle zum offiziellen Endstand erklärt.
|     | DDR-Meister                              |
|     | Relegation gegen Meister der Gruppenliga |
| (M) | Titelverteidiger                         |

## Relegation (Oberliga – Gruppenliga)
Es ist nicht bekannt, ob Relegationsspiele stattgefunden hatten.

## Gruppenliga
Da ursprünglich weitere Mannschaften für diese Saison gemeldet hatten, ist nicht bekannt, warum die dafür vorgesehenen Staffel 5 und 6 wegfielen.

### Gruppenliga-Meisterschaft
| BSG Turbine Boxberg | – | SG Dynamo Zittau | 8:0 |

Die BSG Turbine Boxberg vertrat damit die Gruppenliga in der Relegation gegen den Letztplatzierten der Oberliga.
| ASG Vorwärts Crimmitschau | – | BSG Aufbau Halle | 17:3 |

Es ist nicht bekannt, ob weitere Staffelsieger an der Endrunde zur Gruppenliga-Meisterschaft teilgenommen hatten.
| BSG Aufbau Halle    | – | SG Dynamo Zittau          | 3:5 |
| (Sieger Staffel 1)  |   | (Sieger Staffel 4)        |     |
| BSG Turbine Boxberg | – | ASG Vorwärts Crimmitschau | 7:5 |
| (Sieger Staffel 2)  |   | (Sieger Staffel 3)        |     |

### Vorrunde – Staffel 1
Die als weiterer Teilnehmer vorgesehene HSG Wissenschaft KMU Leipzig hatte vor Saisonbeginn zurückgezogen.
| Pl. | Verein                  | Sp. | S | U | N | Tore   | Punkte |
| --- | ----------------------- | --- | - | - | - | ------ | ------ |
| 1.  | BSG Aufbau Halle (N)    | 8   | 7 | – | 1 | 74:023 | 14:02  |
| 2.  | BSG Chemie Leuna        | 8   | 7 | – | 1 | 71:026 | 14:02  |
| 3.  | SG Dynamo Schierke      | 8   | 4 | – | 4 | 43:041 | 10:06  |
| 4.  | BSG Einheit Ballenstedt | 8   | 2 | – | 6 | 31:033 | 04:12  |
| 5.  | HSG Chemie TH Merseburg | 8   | – | – | 8 | 14:110 | 00:16  |

### Vorrunde – Staffel 2
Die als weiterer Teilnehmer vorgesehene BSG Aktivist Knappenrode-Lohsa hatte vor Saisonbeginn zurückgezogen.
| Pl. | Verein                 | Sp. | S | U | N | Tore   | Punkte |
| --- | ---------------------- | --- | - | - | - | ------ | ------ |
| 1.  | BSG Turbine Boxberg    | 2   | 2 | – | – | 26:03  | 04:0   |
| 2.  | BSG Motor Bad Muskau   | 2   | 1 | – | 1 | 05:019 | 02:02  |
| 3.  | BSG Traktor Groß Düben | 2   | – | – | 2 | 03:12  | 00:04  |

### Vorrunde – Staffel 3
Die als weiterer Teilnehmer vorgesehene BSG Traktor Oberwiesenthal hatte vor Saisonbeginn zurückgezogen.
| Pl. | Verein                        | Sp. | S | U | N | Tore  | Punkte |
| --- | ----------------------------- | --- | - | - | - | ----- | ------ |
| 1.  | ASG Vorwärts Crimmitschau (N) | 8   | 7 | – | 1 | 75:23 | 14:02  |
| 2.  | SG Dynamo Klingenthal         | 8   | 5 | – | 3 | 66:33 | 10:06  |
| 3.  | BSG Aufbau Schönheide         | 8   | 5 | – | 3 | 45:27 | 10:06  |
| 4.  | BSG Traktor Eibenstock (N)    | 8   | 2 | 1 | 5 | 33:80 | 03:13  |
| 5.  | BSG Aufbau Waldheim           | 8   | – | 1 | 7 | 17:76 | 01:15  |

### Vorrunde – Staffel 4
Die als weiterer Teilnehmer vorgesehene ZSG Seifhennersdorf hatte vor Saisonbeginn zurückgezogen.
| Pl. | Verein                  | Sp. | S | U | N | Tore  | Punkte |
| --- | ----------------------- | --- | - | - | - | ----- | ------ |
| 1.  | SG Dynamo Zittau        | 2   | 2 | – | – | 24:03 | 04:0   |
| 2.  | BSG Einheit Geising (N) | 1   | – | – | 1 | 02:09 | 00:02  |
| 3.  | BSG Einheit Niesky      | 1   | – | – | 1 | 01:15 | 00:02  |

Für die Gruppenliga-Meisterschaft qualifiziert; (N) Neuling

## Relegation (Gruppenliga – Bezirksliga)
Es ist nicht bekannt, ob Relegationsspiele stattgefunden hatten.